# الحراك النسائي لعام 2019
الحراك النسائي لعام 2019 كان احتجاجًا حدث في 19 يناير 2019. ويتبع الحراك النسائي (2018) والحراك النسائي (2017).
أصبح شهر مارس محور الجدل في عام 2018 بعد التقارير التي تفيد بأن ثلاثة من المنظمين الأربعة البارزين حضروا الأحداث التي استضافها زعيم أمة الإسلام لويس فاراخان، الذي أدلى بتصريحات اعتبروها معاداة للسامية على نطاق واسع. بحلول ديسمبر 2018، ذكرت صحيفة نيويورك تايمز أن «اتهامات معاداة السامية تزعج الحركة وتسبب مزيد من المسيرات.» 
أشارت تقارير إخبارية من جميع أنحاء أمريكا الشمالية إلى أن نسبة المشاركة في مسيرة المرأة 2019 كانت أقل مقارنة بالسنوات السابقة، مع وجود أسباب محتملة تتمثل في سوء الأحوال الجوية، وتراجع الاهتمام والجدل حول تنظيم الاحتجاجات في الولايات المتحدة، والخلافات التي تنطوي على قيادة مارس.

## المنظمون الوطنيون
الرؤساء المشاركون لحركة مارس هم ليندا سارسور وتاميكا مالوري وبوب بلاند وكارمن بيريز، تمثل الحركة وتنسق فعاليات مسيرة المرأة المختلفة على الصعيد الوطني. أعلن سرسور في عام 2018 أن المسيرة الرئيسية التي ترعاها المنظمة الوطنية ستتم في واشنطن العاصمة.
أفادت وسائل الإعلام في عام 2018 عن دعوات لاستقالة الرؤساء المشاركين الأربعة لفشلهم في التنديد بزعيم أمة الإسلام لويس فاراخان. . تتبعت صحيفة ديلي بيست الجدل حتى فبراير 2018، عندما حضر مالوري حدث يوم أمة إسلام المنقذ الذي استضافه فاراخان، والذي أشار خلاله إلى «اليهودي الشيطاني» وأعلن أن «اليهود هم أعدائي».  ذكرت صحيفة ديلي بيست في وقت لاحق أن مسيرة المرأة بدت وكأنها تفقد الدعم.
أخبرت الممثلة أليسا ميلانو في أكتوبر 2018 التي تحدثت في مسيرة النساء 2018 أنها ترفض المشاركة في 2019 مارس ما لم يدين مالوري وسارسور ما وصفه فاراخان بتعليقات من المثليين جنسيا ومعاداة للسامية. أصدرت حركة مارس بيانًا عن معاداة السامية، ودافعت عن سرسور ومالوري.
دعت تيريزا شوك -المؤسس المشارك لمسيرة المرأة- في نوفمبر 2018 منظمي المسيرة، بلاند ومالي وسارسور وبيريز إلى الاستقالة، قائلة: لقد أظهروا مشاعر معاداة السامية والخطاب العنصري البغيض. رفضت قيادة المنظمة دعوات التنحي، زعم سرسور أن الانتقادات كانت مدفوعة بالعنصرية ومعارضتها لإسرائيل. أصدر سرسور في وقت لاحق بيانًا اعتذر فيه أنصار المسيرة عن «رد الفعل البطيء» وأدان معاداة السامية.
في ديسمبر 2018، نشرت تابليت مقالًا لـ لايه مكسويني وجاكوب سيجيل يدعيان فيه أنه خلال الاجتماع الأول بين بلاند وماليوري وبيريز وآخرين في الأيام التي تلت الانتخابات الرئاسية الأمريكية لعام 2016، كرر مالوري وبيريز حملة معادية للسامية تمت وصفها في كتاب فاراخان ب «العلاقة السرية بين السود واليهود» يخبر زميلته المنظمة فانيسا روبل - وهي يهودية - أن اليهود كانوا قادة في تجارة الرقيق الأمريكية وأنهم مسؤولون بشكل خاص عن الاستغلال المترتب على الأقليات العرقية. زعمت روبل أن مالوري وبيريز قد خدعوها بسبب تراثها اليهودي، قائلين «شعبك يحمل كل الثروة».  أنكرت مالوري رواية روبل لكنها اعترفت بإخبار «النساء البيض» في الاجتماع -بما في ذلك روبل- بأنها «لم تثق بهم». 

## المتحدثون والمسؤولون المشاركون
من بين المتحدثين البارزين في مختلف الفعاليات سناتور نيويورك كيرستن جيلبراند،  عضوة الكونجرس أوساسيو كورتيز وعضوة الكونجرس آيانا بريسلي  وعضوة الكونغرس باربرا لي. انضمت رئيسة مجلس النواب نانسي بيلوسي أيضًا إلى المتظاهرين في سان فرانسيسكو وكذلك العمدة إريك غارسيتي في المسيرة في لوس أنجلوس.

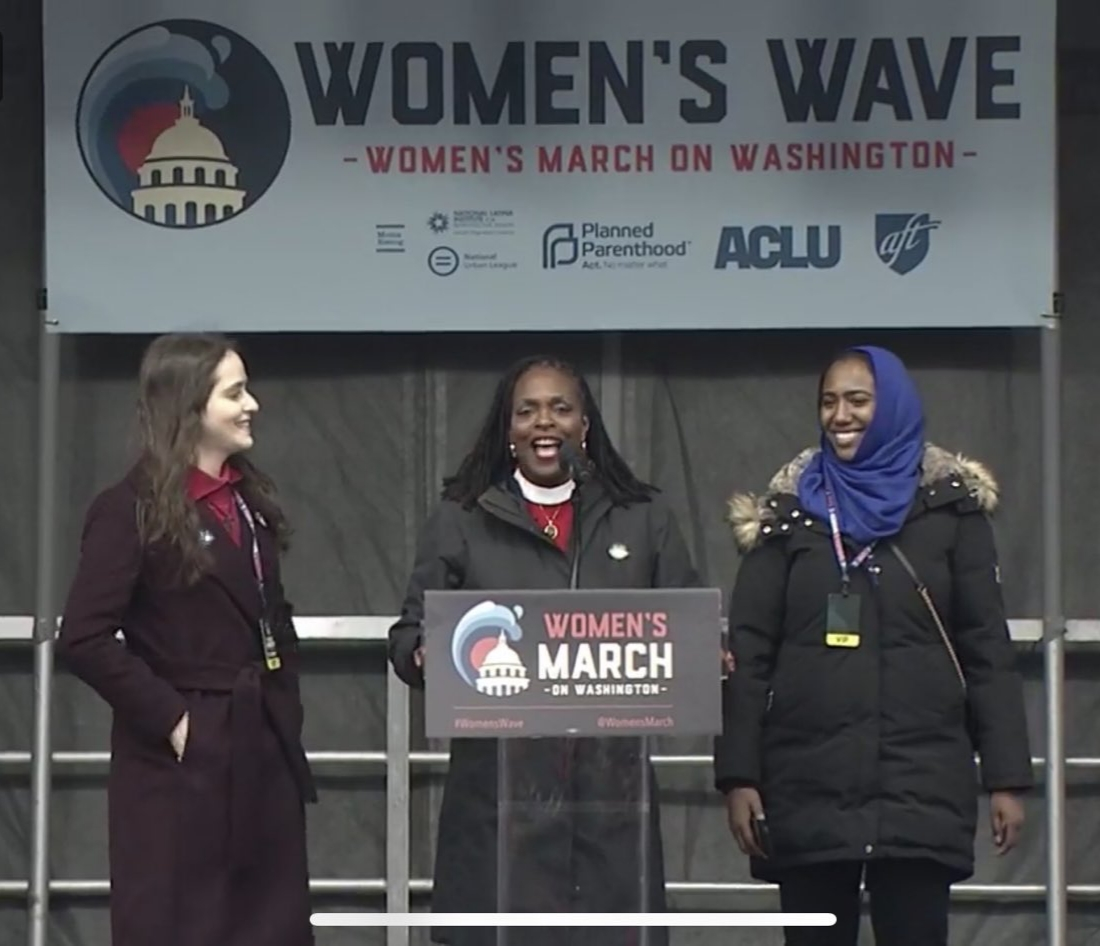
آبي شتاين والقس جاكي لويس وريماز عبد القادر على خشبة المسرح في حراك المرأة 2019

## الرعايات
شملت الجهات الراعية شركة ويسكي سكوتش جوني ووكر،  وآيس كريم بن وجيري، وشركة التسويق الألمانية إيشت ليب.
انسحبت المنظمات بما في ذلك اللجنة الوطنية الديمقراطية في يناير 2019، ومركز قانون الفقر الجنوبي وقائمة إميلي من قائمة رعاة النساء في مارس، مما قلص قائمة مكونة من أكثر من 500 منظمة شريكة بمقدار النصف تقريبا.
 ذكرت صحيفة هاآرتس في 13 يناير أن مجموعتين يهوديتين فقط رعتا المسيرة، بعد أن ساندت قائمة طويلة الحراك في السنوات السابقة.

## مسيرات إقليمية

### كاليفورنيا
أنكر قادة مسيرة لوس أنجلوس أي علاقة مع المنظمة الوطنية.  تم إلغاء مسيرة مقاطعة هومبولت المقرر عقدها في يوريكا وكاليفورنيا بسبب قلق المنظمين من أن المسيرة ستعكس سكان المقاطعة من خلال كونها «بيضاء بشكل ساحق»، وبالتالي فشلت في تمثيل «وجهات نظر متعددة في مجتمعنا». تم إعادة تنظيم مسيرة يوريكا من قبل مجموعة مختلفة من المنظمين بما في ذلك ليندا أتكينز -عضوة مجلس مدينة يوريكا السابقة- بينما قاطعت بعض الجماعات المحلية المسيرة، أقيمت في يوريكا يوم السبت 19 يناير، وفقًا لمقال في تايمز ستاندرد في 16 يناير 2019.
تم تنظيم مسيرات في منطقة الخليج في سان فرانسيسكو وأوكلاند وسان خوسيه وسانتا روزا وألاميدا وتري فالي والنت كريك ونابا وبيتالوما. كانت نسبة المشاركة النسائية في آذار / مارس في سان فرانسيسكو «من بين أكبر الأصوات في البلاد»، وفقًا لما ذكرته محطة "KRON4" الإخبارية المحلية. أكد منظمو مارس في سانتا روزا على الاستقلال عن مسيرة المرأة الوطنية في واشنطن، مشيرين إلى مخاوف معاداة السامية على المستوى الوطني. كما أنكر حراك كونترا كوستا أيضًا ارتباطه بالحركة الوطنية.

### مقاطعة كولومبيا
شملت فعاليات المنافسة في واشنطن العاصمة مسيرة لجميع النساء التي نظمها المنتدى النسائي المستقل المحافظ سياسياً،  بالإضافة إلى التجمع الشامل للمرأة من أجل المساواة، الذي جمع أعدادًا أقل بكثير.
يدعي رجل كان يحضر المظاهرة أنه تعرض لاعتداء جنسي من قبل امرأة في حادثة تم تصويرها جزئيًا على الكاميرا. اتهمت المرأة في وقت لاحق بالإساءة الجنسية.

### إلينوي
أعلن منظمو المسيرة النسائية في شيكاغو أنهم ألغوا خططًا للقيام بمسيرة في يناير 2019، مشيرين إلى ارتفاع التكاليف. أنكروا أن القرار جاء ردًا على الجدل الدائر حول معاداة السامية في الحركة الوطنية، لكنهم وصفوا الفرصة للتخلي عن القيادة الوطنية فائدة جانبية. بدلاً من ذلك، خططوا للقيام بيوم من أجل خدمة المجتمع. تم تنظيم مسيرة صغيرة من عدة مئات بشكل مستقل. 

### لويزيانا
تم إلغاء مسيرة نيو أورليانز في أوائل يناير 2019 بسبب مزاعم معاداة السامية ضد القيادة الوطنية. في بيان لهم قالوا «إن الجدل يثبط جهود المسيرات الشقيقة لجمع التبرعات وإيجاد الرعاة، وأعداد الحضور قد انخفضت بشكل كبير هذا العام. نيو أورليانز ليست استثناءً.» 

### نبراسكا
تم تغيير موعد مسيرة المرأة في لينكولن 2019 إلى يوم الأحد 27 يناير في وسط مدينة لينكولن بسبب الطقس. 

### فيلادلفيا
نظمت النساء في فيلادلفيا مسيرتين منفصلتين، إحداهما تابعة لمنظمة مقرها واشنطن العاصمة، والأخري مستقلة عنها.

### واشنطن
صوتت مسيرة النساء في ولاية واشنطن لوقف مسيرة تاكوما بسبب عدم الاتفاق على الدعم الذي قدمته القيادة الوطنية لفارخان. اجتذبت مسيرة سبوكان بواشنطن 8000 في عام 2017 و 6000 في عام 2018. وانتقدت أنجي بيم -زعيمة ولاية واشنطن مارس ورئيسة مجلس المرأة- في آذار / مارس الزعماء الوطنيين لحراك مارس وقالت للمنظمة: «الاستمرار في كوننا جزء من حراك المرأة مع التعصب الصارخ الذي يعرضونه سيكون بمثابة كسر الوعد. لا يمكننا خيانة مجتمعنا اليهودي من خلال البقاء جزءًا من هذه المنظمة.»

## روابط خارجية
حراكات مارس